# Филм о суперхеројима
Филм о суперхеројима (енгл. Superhero Movie) америчка је филмска пародија из 2008. године, у режији и по сценарију Крејга Мазина. Главне улоге тумаче Дрејк Бел, Сара Пакстон, Кристофер Макдоналд и Лесли Нилсен.
Продукција је почела 17. септембра 2008. године у Лос Анђелесу. Приказиван је у биоскопима од 28. марта 2008. године, а добио је негативне рецензије критичара. Међутим, остварио је финансијских успех зарадивши преко 70 милиона долара широм света.

## Радња
Средњошколца Рика Рајкера уједе радиоактивни вилин коњиц, те он добија супермоћи и постаје борац против злочина.

## Улоге
| Глумац              | Улога             |
| ------------------- | ----------------- |
| Дрејк Бел           | Рик Рајкер        |
| Сара Пакстон        | Џил Џонсон        |
| Кристофер Макдоналд | Лу Ландерс        |
| Лесли Нилсен        | Алберт Рајкер     |
| Кевин Харт          | Треј              |
| Марион Рос          | Лусил Рајкер      |
| Рајан Хансен        | Ланс Ландерс      |
| Роберт Џој          | Стивен Хокинг     |
| Брент Спајнер       | др Стром          |
| Џефри Тамбор        | др Витби          |
| Трејси Морган       | професор Ксавијер |
| Реџина Хол          | госпођа Ксавијер  |
| Памела Андерсон     | Невидљива Жена    |
| Сајмон Рекс         | Људска Бакља      |